# Perú 21
Perú 21 (estilizado como Perú21) es un diario peruano fundado en 2002, propiedad de la empresa Media Chirimoya S. A. C. desde 2023, bajo la dirección de la periodista Cecilia Valenzuela.

## Historia
Perú21 nació como un proyecto del Grupo El Comercio (el mismo que edita el diario El Comercio, de Lima), siendo su objetivo competir con el diario Correo (que por entonces todavía no pertenecía a dicho grupo) y llegar a un público joven.
Fue fundado el 21 de agosto del 2002, siendo su primer director Augusto Álvarez Rodrich y contando con un nutrido equipo de trabajadores, entre ellos el diseñador Luis Hidalgo, la periodista Patricia Quispe y el abogado Dan Flores, que se mantienen hasta la actualidad.
Su precio era de S/0.70 y albergaba secciones de carácter político, social y cultural, así como de entretenimiento y deportes. Su primera portada enfocó a Laura Bozzo, con el rótulo de «Laura Bozzo dormía en el SIN». Se trataba de un caso que involucraba a la famosa conductora de televisión con el fujimorismo.
La línea editorial del diario se centró principalmente en lo político, como quedó patente en la revelación de un caso de corrupción en el gobierno de Alejandro Toledo, cuya investigación se basó en el asesor presidencial César Almeyda.
En el 2008, lanzó su edición regional norte, que abarcaba notas informativas de los departamentos de Piura, Chiclayo y Trujillo. También lanzó una edición regional sur, con noticias de la ciudad de Arequipa.
En noviembre de 2008, Álvarez Rodrich  fue retirado de la dirección y se especuló que fue por un cambio en la línea editorial, al ser el diario incómodo al Gobierno de turno. Varios trabajadores del diario se solidarizaron con el periodista y se retiraron del diario. En diciembre de ese año, asumió como director Fritz Du Bois, quien procuró mantener el estilo original del diario, aunque con algunos cambios en su línea editorial, uno de los más notorios fue la eliminación de la sección de TV y espectáculos de su edición impresa.
En 2013, asumió como director el economista Juan José Garrido Koechlin debido a que Fritz Du Bois pasó a ser director periodístico de El Comercio.
En 2016, la directiva anunció el retiro de la sección «Chica21», que aparecía en las portadas del diario desde sus inicios.
La editora del diario era la empresa periodística Prensa Popular (propiedad del Grupo El Comercio y que editaba a la vez los diarios Trome, Gestión, Publimetro y Depor). Hasta que en 2017, dicha empresa fue absorbida por el Grupo El Comercio para simplificar la administración y reducir los costos.
En 2018, fue nombrada como directora del diario la periodista Cecilia Valenzuela.
En enero de 2023, Grupo El Comercio anunció la venta de Perú21 a la empresa independiente Media Chirimoya S. A. C., de propiedad de Cecilia Valenzuela y su esposo, Alfredo Torres. El conglomerado se comprometió a prestar provisionalmente los servicios de infraestructura, soporte tecnológico, impresión y circulación, además de arrendarle la sede del diario que actualmente ocupan.
En abril de 2023, las ediciones de domingo pasaron al formato berlinés. Tres meses después, se lanzó una nueva versión como diario digital, cuya ventaja es que los suscriptores podrán visualizarlo «siete horas antes de su venta regular».

## Postura editorial
El diario Perú 21 ha adoptado una línea editorial conservadora y neoliberal similar a la de El Comercio, el principal diario del país. En 2025, una columna de Cecilia Valenzuela, la nueva propietaria, afirmaba que su equipo de prensa se enfocaba «en informar a las élites, entendidas no en su connotación de privilegio, sino de liderazgo». Ella señalaba que su objetivo es «estar en primera línea librando esta batalla» contra sus rivales ideológicos, que serían figuras como Antauro Humala, Vladimir Cerrón y Pedro Castillo.
En 2016, el Consejo de la Prensa Peruana sancionó al diario por difundir información falsa sobre el trabajo de la Red Muqui en las protestas del proyecto minero Tía María. Junto a Expreso y La Razón, durante la crisis política ocurrida desde 2021, el medio manifestó una orientación crítica hacia la administración de Pedro Castillo. Sus titulares fueron referenciados por el pódcast La base del diario español Público.
En 2025, el portal El Foco señaló que Perú 21 es proindustrial y que permitió la difusión de un pronunciamiento industrial de dos páginas, supuestamente pagado por miles de dólares, que fue compartido por otros columnistas.  El diario también compartió un comunicado de la Cámara de Comercio de Lima que sostenía que «la pesca industrial en Áreas Naturales Protegidas no debe basarse en sesgos proteccionistas».

## Directores
- Augusto Álvarez Rodrich (2002-2008)
- Fritz Du Bois Freund (2008-2013)
- Juan José Garrido Koechlin (2013-2018)
- Cecilia Valenzuela (2018-presente)

## Secciones principales
- «Actualidad»
- «Opinión»
- «Política»
- «Economía»
- «Mundo»
- «Entrevista.21»
- «Ciudad»
- «Perú»
- «Para todos.21»
- «Deportes»
- «Cultura»

## Columnistas
Actuales:
- Ana Jara
- Ariel Segal
- Jaime Bayly
- Mónica Delta
- Augusto Rey
- Joaquín Rey
- Carlos Bruce
- Richard Arce
- Patricia Teullet
- Sonia Chirinos
- Mariana Alegre
- Alfredo Bullard
- Aldo Mariátegui
- Marisol Espinoza
- Cecilia Valenzuela
- Rafael Belaúnde Llosa

Anteriores:
- Jorge Bruce
- Gustavo Gorriti
- Guido Lombardi
- Nelson Manrique
- Carlos Basombrío
- Fernando Rospigliosi
- Beto Ortiz (hasta 2020)
- Carlos Tapia (hasta 2021)
- Rosa María Palacios (hasta 2008)
- Carlos Iván Degregori (hasta 2011)